# 1650年代
1650年代（せんろっぴゃくごじゅうねんだい）は、西暦（グレゴリオ暦）1650年から1659年までの10年間を指す十年紀。

## できごと

### 1650年
- イングランド・オックスフォードにヨーロッパ初のコーヒーハウスが開店。
- 琉球初の正史『中山世鑑』が成立。
- 9月3日 - ダンバーの戦い。

### 1651年
- 1月1日 - チャールズ2世がスコットランド王に即位。
- 9月（旧暦7月） - 慶安の変。
- 9月3日 - ウスターの戦い。チャールズ2世、敗れてヨーロッパ大陸へ亡命。
- 10月2日（慶安4年8月18日）徳川家綱が江戸幕府第4代将軍となる。
- トマス・ホッブズの『リヴァイアサン』刊行。

### 1652年
- 日本：元号を承応に改元。
- 第一次英蘭戦争（-1654年）。

### 1653年
- 玉川兄弟が玉川上水を開削（1654年通水開始）。
- 4月20日 - イングランド共和国：オリバー・クロムウェル、クーデターでランプ議会（長期議会）を解散。7月4日にベアボーンズ議会を召集。
- 12月12日 - イングランド共和国：クロムウェル、ベアボーンズ議会を解散。12月16日に『統治章典』が公布され護国卿となる（-1658年）。
- ムガル帝国：タージ・マハル完成。

### 1654年
- 中国・甘粛でマグニチュード8の地震（天水地震）が発生。死者31,000人。
- オランダ・デルフトで火薬庫の火薬が爆発、市街地が大きな被害を受ける（デルフト大爆発）。死者100人以上、負傷者1,000人以上。
- スウェーデン・バルト帝国、クリスティーナ女王退位。新国王にカール10世即位。
- ロシア・ポーランド戦争（-1667年）。

### 1655年
- 日本：元号を明暦に改元。
- 北方戦争（-1661年）。
- クリスティアーン・ホイヘンスが土星の衛星タイタンを発見。

### 1656年
- ヴェネツィア、オスマン帝国に海上封鎖。
- キョプリュリュ・メフメト・パシャ（英語版）がオスマン帝国大宰相に就任、改革を断行（キョプリュリュ時代の始まり）。

### 1657年
- 明暦の大火。当時の江戸の大半が焼失。死者102,100余人。
- オットー・フォン・ゲーリケ、マクデブルクの半球の真空実験を行う。
- 5月25日 - イングランド共和国で『謙虚な請願と勧告』制定。6月26日に護国卿オリバー・クロムウェルの就任式が行われる。

### 1658年
- 日本：元号を万治に改元。
- シャー・ジャハーン、ムガル帝国皇帝位を失う（アウラングゼーブの帝位簒奪）。
- 9月3日 - オリバー・クロムウェル死去、息子リチャード・クロムウェルが護国卿となる（-1659年）。

### 1659年
- ピレネー条約締結、三十年戦争以降も継続したフランス・スペイン間の戦争終結。スペインの没落が決定的となる。
- 明の遺臣・朱舜水が長崎に亡命。
- 隅田川に両国橋が架橋される（1661年説もあり）。